# Lechia Gdańsk w sezonie 2014/2015
Sezon 2014/2015 to 71. sezon w historii Lechii Gdańsk.

## Przygotowania do sezonu

### Letnie
| Data          | Miejsce                 | Przeciwnik    | Wynik | Raport | Strzelcy dla Lechii                                      |
| 2 lipca 2014  | Grodzisk Wielkopolski   | Lech Poznań   | 3:0   | [ 1 ]  | —                                                        |
| 5 lipca 2014  | Wronki                  | Górnik Zabrze | 3:1   | [ 2 ]  | Vranješ 19', Makuszewski 30', Gancarczyk 60' (sam.)      |
| 9 lipca 2014  | Chojnice                | Apoel FC      | 2:1   | [ 3 ]  | Danijel Aleksić 80'                                      |
| 12 lipca 2014 | Stadion MOSiR w Gdańsku | Panathinaikos | 4:0   | [ 4 ]  | Makuszewski 79', Vranješ 77', Janicki 73', Pawłowski 67' |

### Zimowe
| Data             | Miejsce                 | Przeciwnik     | Wynik | Raport | Strzelcy dla Lechii |
| 27 stycznia 2015 | Los Barrios             | FK Dnipro      | 2:1   | [ 5 ]  | Grzelczak 37', Čolak 56' |
| 2 luty 2015      | Los Barrios             | UD Los Barrios | 13:0  | [ 6 ]  | Friesenbichler 5', 22', Nazário 15', Pietrowski 25', Čolak 47', 51', 60', 70', Borysiuk 48', 57', Vranješ 72', Mila 76', Grzelczak 79' |
| 6 luty 2015      | Stadion MOSiR w Gdańsku | Bytovia Bytów  | 2:1   | [ 7 ]  | Friesenbichler 13', Możdżeń 57' |

## Transfery

### Do Lechii
| Zawodnik             | Z                      | Typ          | Okno transferowe | Cena      | Data             |
| -------------------- | ---------------------- | ------------ | ---------------- | --------- | ---------------- |
| Daniel Łukasik       | Legia Warszawa         | Transfer     | Letnie           | €800 tys. | 1 lipca 2014     |
| Bartłomiej Pawłowski | Widzew Łódź            | Transfer     | Letnie           | €600 tys. | 1 lipca 2014     |
| Maciej Makuszewski   | FC Akhmat Grozny       | Transfer     | Letnie           | €300 tys. | 1 lipca 2014     |
| Adam Dźwigała        | Jagiellonia Białystok  | Transfer     | Letnie           | €250 tys. | 1 lipca 2014     |
| Damian Podleśny      | GKS Bełchatów          | Transfer     | Letnie           | €125 tys. | 1 lipca 2014     |
| Adam Buksa           | Novara Calcio          | Transfer     | Letnie           | Za darmo  | 1 lipca 2014     |
| Dariusz Trela        | Piast Gliwice          | Transfer     | Letnie           | Za darmo  | 1 lipca 2014     |
| Ariel Borysiuk       | 1. FC Kaiserslautern   | Wypożyczenie | Letnie           | €100 tys. | 1 lipca 2014     |
| Tiago Valente        | F.C. Paços de Ferreira | Transfer     | Letnie           | Za darmo  | 2 lipca 2014     |
| Mateusz Możdżeń      | Lech Poznań            | Transfer     | Letnie           | Za darmo  | 11 lipca 2014    |
| Antonio Čolak        | 1. FC Nürnberg         | Wypożyczenie | Letnie           | Za darmo  | 20 sierpnia 2014 |
| Kevin Friesenbichler | S.L. Benfica B         | Wypożyczenie | Letnie           | Za darmo  | 25 sierpnia 2014 |
| Bruno Nazário        | TSG 1899 Hoffenheim    | Wypożyczenie | Letnie           | Za darmo  | 28 sierpnia 2014 |
| Jakub Wawrzyniak     | FC Amkar Perm          | Transfer     | Zimowe           | Za darmo  | 5 stycznia 2014  |
| Grzegorz Wojtkowiak  | TSV 1860 Munich        | Transfer     | Zimowe           | Za darmo  | 9 stycznia 2015  |
| Sebastian Mila       | Śląsk Wrocław          | Transfer     | Zimowe           | €370 tys. | 22 stycznia 2015 |
| Gerson               | Kapfenberger SV        | Transfer     | Zimowe           | €250 tys. | 6 lutego 2015    |
| Łukasz Budziłek      | Legia Warszawa         | Transfer     | Zimowe           | €100 tys. | 6 lutego 2015    |

### Z Lechii
| Zawodnik              | Do                         | Typ          | Okno transferowe | Cena     | Data             |
| --------------------- | -------------------------- | ------------ | ---------------- | -------- | ---------------- |
| Jarosław Bieniuk      | Koniec kariery             | -            | -                | -        | 30 czerwca 2014  |
| Paweł Dawidowicz      | S.L. Benfica B             | Transfer     | Letnie           | €2.5 mln | 1 lipca 2014     |
| Paweł Buzała          | Górnik Łęczna              | Transfer     | Letnie           | Za darmo | 1 lipca 2014     |
| Adam Pazio            | Podbeskidzie Bielsko-Biała | Transfer     | Letnie           | Za darmo | 1 lipca 2014     |
| Sebastian Madera      | Jagiellonia Białystok      | Transfer     | Letnie           | Za darmo | 1 lipca 2014     |
| Christopher Oualembo  | Académica de Coimbra       | Transfer     | Letnie           | Za darmo | 1 lipca 2014     |
| Patryk Tuszyński      | Jagiellonia Białystok      | Transfer     | Letnie           | Za darmo | 1 lipca 2014     |
| Krzysztof Bąk         | Bytovia Bytów              | Transfer     | Letnie           | Za darmo | 3 lipca 2014     |
| Maciej Kostrzewa      | Wisła Płock                | Transfer     | Letnie           | Za darmo | 6 lipca 2014     |
| Łukasz Kacprzycki     | Wisła Płock                | Transfer     | Letnie           | Za darmo | 22 lipca 2014    |
| Wojciech Zyska        | Wisła Płock                | Wypożyczenie | Letnie           | Za darmo | 31 lipca 2014    |
| Przemysław Frankowski | Jagiellonia Białystok      | Transfer     | Letnie           | €75 tys. | 1 sierpnia 2014  |
| Adam Duda             | Widzew Łódź                | Transfer     | Letnie           | Za darmo | 5 sierpnia 2014  |
| Deleu                 | Cracovia                   | Transfer     | Letnie           | Za darmo | 5 sierpnia 2014  |
| Paweł Stolarski       | Zagłębie Lubin             | Wypożyczenie | Letnie           | Za darmo | 25 sierpnia 2014 |
| Bartosz Kaniecki      | Wisła Płock                | Transfer     | Letnie           | Za darmo | 5 września 2014  |
| Tiago Valente         | F.C. Penafiel              | Wypożyczenie | Zimowe           | Za darmo | 15 stycznia 2015 |
| Dariusz Trela         | GKS Bełchatów              | Wypożyczenie | Zimowe           | Za darmo | 2 lutego 2015    |
| Bartłomiej Pawłowski  | Zawisza Bydgoszcz          | Wypożyczenie | Zimowe           | Za darmo | 11 lutego 2015   |
| Damian Podleśny       | Chojniczanka Chojnice      | Wypożyczenie | Zimowe           | Za darmo | 2 marca 2015     |

## Skład
| Nr. | Pozycja | Narodowść | Zawodnik            |
| --- | ------- | --------- | ------------------- |
| 1   | BR      | POL       | Dariusz Trela       |
| 1   | BR      | POL       | Łukasz Budziłek     |
| 2   | OB      | POL       | Rafał Janicki       |
| 3   | OB      | POL       | Jakub Wawrzyniak    |
| 4   | OB      | POL       | Paweł Stolarski     |
| 6   | PO      | POL       | Sebastian Mila      |
| 7   | NA      | SRB       | Danijel Aleksić     |
| 8   | PO      | POL       | Daniel Łukasik      |
| 9   | NA      | POL       | Piotr Grzelczak     |
| 10  | PO      | BRA       | Bruno Nazário       |
| 11  | PO      | POL       | Maciej Makuszewski  |
| 13  | OB      | GRE       | Mavroudis Bougaidis |
| 14  | PO      | POL       | Piotr Wiśniewski    |
| 15  | OB      | POL       | Adam Dźwigała       |
| 16  | PO      | POL       | Ariel Borysiuk      |
| 17  | PO      | POL       | Marcin Pietrowski   |
| 18  | NA      | POL       | Kacper Łazaj        |

| No. | Pozycja | Narodowść | Zawodnik                |
| --- | ------- | --------- | ----------------------- |
| 18  | NA      | POL       | Adam Buksa              |
| 19  | PO      | POL       | Bartłomiej Pawłowski    |
| 20  | NA      | CRO       | Antonio Čolak           |
| 21  | PO      | BIH       | Stojan Vranješ          |
| 23  | OB      | POL       | Grzegorz Wojtkowiak     |
| 24  | BR      | POL       | Mateusz Bąk             |
| 27  | NA      | POL       | Przemysław Macierzyński |
| 28  | NA      | POL       | Paweł Czychowski        |
| 28  | BR      | POL       | Bartosz Kaniecki        |
| 29  | NA      | AUT       | Kevin Friesenbichler    |
| 31  | OB      | POL       | Przemysław Kamiński     |
| 32  | PO      | POL       | Mateusz Możdżeń         |
| 33  | OB      | SRB       | Nikola Leković          |
| 35  | OB      | BRA       | Gerson                  |
| 40  | BR      | POL       | Kacper Rosa             |
| 77  | BR      | POL       | Damian Podleśny         |
| 95  | NA      | RUS       | Zaur Sadayev            |

## Rozgrywki

### Liga (runda zasadnicza)

#### mecze
| 19 lipca 2014 | Jagiellonia Białystok | 2:2   | Lechia Gdańsk                         |                                                                            |
| 18:00         | Tuszyński 6', 29'     | (2:1) | 45+1' Wiśniewski · 69' (sam.) Wasiluk | Stadion Miejski, Białystok Widzów: 5782 Sędzia: Bartosz Frankowski (Toruń) |

| 25 lipca 2014 | Lechia Gdańsk                                               | 1:0   | Podbeskidzie Bielsko-Biała      |                                                             |
| 20:30         | Makuszewski 29'                                             | (1:0) |                                 | PGE Arena, Gdańsk Widzów: 14 641 Sędzia: Paweł Gil (Lublin) |
| 20:30         | Stolarski 31' · Borysiuk 46' · Łulasik 50' · Wiśniewski 63' | (1:0) | 38' Sokołowski · 71' Górkiewicz | PGE Arena, Gdańsk Widzów: 14 641 Sędzia: Paweł Gil (Lublin) |

| 1 sierpnia 2014 | Piast Gliwice            | 1:3   | Lechia Gdańsk                                    |                                                                            |
| 20:30           | Jurado 22'               | (1:1) | 20', 53' Wiśniewski · 65' (k.) Vranješ           | Stadion Miejski, Gliwice Widzów: 4458 Sędzia: Daniel Stefański (Bydgoszcz) |
| 20:30           | Brożek 64' · Horváth 76' | (1:1) | 35' Janicki · 37' Leković · 59', 85' Makuszewski | Stadion Miejski, Gliwice Widzów: 4458 Sędzia: Daniel Stefański (Bydgoszcz) |

| 10 sierpnia 2014 | Lechia Gdańsk                  | 1:2   | Lech Poznań                                                 |                                                                   |
| 15:30            | Vranješ 36' (k.)               | (1:0) | 80, 84' Teodorczyk                                          | PGE Arena, Gdańsk Widzów: 25 529 Sędzia: Szymon Marciniak (Płock) |
| 15:30            | Sadajew 31', 45' · Możdżeń 87' | (1:0) | 31' Ubiparip · 70' Trałka · 83' Kownacki · 90+5' Teodorczyk | PGE Arena, Gdańsk Widzów: 25 529 Sędzia: Szymon Marciniak (Płock) |

| 17 sierpnia 2014 | Wisła Kraków                   | 3:1   | Lechia Gdańsk              |                                                                                     |
| 18:00            | Sadlok 51' · Štilić 56', 90+1' | (0:1) | 26' (k.) Vranješ           | Stadion Miejski im. Henryka Reymana, Kraków Widzów: 6016 Sędzia: Paweł Gil (Lublin) |
| 18:00            | Głowacki 47'                   | (0:1) | 58' Borysiuk · 90' Valente | Stadion Miejski im. Henryka Reymana, Kraków Widzów: 6016 Sędzia: Paweł Gil (Lublin) |

| 22 sierpnia 2014 | Zawisza Bydgoszcz          | 0:2   | Lechia Gdańsk               |                                                                                            |
| 18:00            |                            | (0:0) | 53' Čolak · 85' Makuszewski | Stadion im. Zdzisława Krzyszkowiaka, Bydgoszcz Widzów: 1564 Sędzia: Tomasz Musiał (Kraków) |
| 18:00            | Micael 31' · Fleurival 55' | (0:0) | 79' Janicki                 | Stadion im. Zdzisława Krzyszkowiaka, Bydgoszcz Widzów: 1564 Sędzia: Tomasz Musiał (Kraków) |

| 31 sierpnia 2014 | Lechia Gdańsk                                | 3:3   | Ruch Chorzów                                  |                                                                        |
| 15:30            | Vranješ 49' · Čolak 81' · Friesenbichler 90' | (0:1) | 25' Starzyński · 59' Kowalski · 82' Višņakovs | PGE Arena, Gdańsk Widzów: 14 293 Sędzia: Tomasz Kwiatkowski (Warszawa) |
| 15:30            | Friesenbichler 90'                           | (0:1) | 65' Kuś · 69' Gigołajew                       | PGE Arena, Gdańsk Widzów: 14 293 Sędzia: Tomasz Kwiatkowski (Warszawa) |

| 14 września 2014 | GKS Bełchatów  | 1:1   | Lechia Gdańsk   |                                                                            |
| 18:00            | Ślusarski 37'  | (1:0) | 90+2' Grzelczak | GIEKSA Arena, Bełchatów Widzów: 3300 Sędzia: Mariusz Złotek (Stalowa Wola) |
| 18:00            | Baranowski 75' | (1:0) | 67' Pietrowski  | GIEKSA Arena, Bełchatów Widzów: 3300 Sędzia: Mariusz Złotek (Stalowa Wola) |

| 19 września 2014 | Lechia Gdańsk             | 0:1   | Pogoń Szczecin                       |                                                                   |
| 20:30            |                           | (0:1) | 38' Robak                            | PGE Arena, Gdańsk Widzów: 13 141 Sędzia: Marcin Borski (Warszawa) |
| 20:30            | Janicki 86' · Łukasik 87' | (0:1) | 11' M. Dąbrowski · 63' Raf. Murawski | PGE Arena, Gdańsk Widzów: 13 141 Sędzia: Marcin Borski (Warszawa) |

| 28 września 2014 | Górnik Zabrze                               | 2:2   | Lechia Gdańsk                                 |                                                                                     |
| 15:30            | Magiera 30' · Łuczak 79'                    | (1:0) | 48', 64' Čolak                                | Stadion im. Ernesta Pohla, Zabrze Widzów: 3000 Sędzia: Jarosław Przybył (Kluczbork) |
| 15:30            | Danch 27' · R. Sobolewski 38' · Kosznik 65' | (1:0) | 13' Grzelczak · 78' Makuszewski · 82' Leković | Stadion im. Ernesta Pohla, Zabrze Widzów: 3000 Sędzia: Jarosław Przybył (Kluczbork) |

| 4 października 2014 | Lechia Gdańsk                                        | 1:0   | Cracovia |                                                                        |
| 18:00               | Makuszewski 5'                                       | (1:0) |          | PGE Arena, Gdańsk Widzów: 12 510 Sędzia: Tomasz Kwiatkowski (Warszawa) |
| 18:00               | 13' A. Marciniak · 44' S. Szeliga · 55' D. Dąbrowski | (1:0) |          | PGE Arena, Gdańsk Widzów: 12 510 Sędzia: Tomasz Kwiatkowski (Warszawa) |

| 17 października 2014 | Legia Warszawa | 1:0   | Lechia Gdańsk |                                                                 |
| 20:30                | Sá 87'         | (0:0) |               | Pepsi Arena, Warszawa Widzów: 18 171 Sędzia: Paweł Gil (Lublin) |

| 25 października 2014 | Lechia Gdańsk                                                                  | 1:4   | Śląsk Wrocław                               |                                                                     |
| 15:30                | Friesenbichler 80'                                                             | (0:3) | 6' (sam.) Valente · 11', 23' (k.) F. Paixão | PGE Arena, Gdańsk Widzów: 13 966 Sędzia: Bartosz Frankowski (Toruń) |
| 15:30                | Borysiuk 10' · Janicki 37' · Vranješ 59' · Wiśniewski 85' · Friesenbichler 87' | (0:3) | 13' Paraíba                                 | PGE Arena, Gdańsk Widzów: 13 966 Sędzia: Bartosz Frankowski (Toruń) |

| 31 października 2014 | Górnik Łęczna | 1:1   | Lechia Gdańsk                  |                                                                            |
| 18:00                | Mráz 23'      | (1:0) | 51' Čolak                      | Stadion Górnika Łęczna, Łęczna Widzów: 4033 Sędzia: Tomasz Musiał (Kraków) |
| 18:00                | Mráz 81'      | (1:0) | 20' Makuszewski · 28' Bugaidis | Stadion Górnika Łęczna, Łęczna Widzów: 4033 Sędzia: Tomasz Musiał (Kraków) |

| 8 listopada 2014 | Lechia Gdańsk      | 1:2   | Korona Kielce             |                                                                 |
| 15:30            | Čolak 90+3'        | (0:2) | 25' Kapo · 43' Jovanović  | PGE Arena, Gdańsk Widzów: 8991 Sędzia: Szymon Marciniak (Płock) |
| 15:30            | Friesenbichler 56' | (0:2) | 32' Trytko · 54' Golański | PGE Arena, Gdańsk Widzów: 8991 Sędzia: Szymon Marciniak (Płock) |

| 23 listopada 2014 | Lechia Gdańsk              | 1:1   | Jagiellonia Białystok |                                                               |
| 15:30             | Madera 5' (sam.)           | (1:1) | 37' Tymiński          | PGE Arena, Gdańsk Widzów: 8805 Sędzia: Tomasz Musiał (Kraków) |
| 15:30             | Możdżeń 34' · Borysiuk 60' | (1:1) | 10' Tymiński          | PGE Arena, Gdańsk Widzów: 8805 Sędzia: Tomasz Musiał (Kraków) |

| 29 listopada 2014 | Podbeskidzie Bielsko-Biała                       | 1:0   | Lechia Gdańsk              |                                                                                   |
| 15:30             | Staňo 43'                                        | (1:0) |                            | Stadion Miejski, Bielsko-Biała Widzów: 3250 Sędzia: Tomasz Kwiatkowski (Warszawa) |
| 15:30             | Pietrasiak 9' · Adu Kwame 13', 35' · Patejuk 18' | (1:0) | 16' Vranješ · 47' Bugaidis | Stadion Miejski, Bielsko-Biała Widzów: 3250 Sędzia: Tomasz Kwiatkowski (Warszawa) |

| 7 grudnia 2014 | Lechia Gdańsk            | 3:1   | Piast Gliwice                                       |                                                                    |
| 15:30          | Wiśniewski 28', 35', 52' | (2:0) | 75' Wilczek                                         | PGE Arena, Gdańsk Widzów: 7619 Sędzia: Krzysztof Jakubik (Siedlce) |
| 15:30          | Bugaidis 45' · Čolak 54' | (2:0) | 34' Rad. Murawski · 44' Martínez · 90+3' B. Szeliga | PGE Arena, Gdańsk Widzów: 7619 Sędzia: Krzysztof Jakubik (Siedlce) |

| 13 grudnia 2014 | Lech Poznań  | 1:0   | Lechia Gdańsk                   |                                                                           |
| 18:00           | Formella 32' | (1:0) |                                 | INEA Stadion, Poznań Widzów: 16 029 Sędzia: Tomasz Kwiatkowski (Warszawa) |
| 18:00           | Bednarek 67' | (1:0) | 73' Borysiuk · 90+3' Wiśniewski | INEA Stadion, Poznań Widzów: 16 029 Sędzia: Tomasz Kwiatkowski (Warszawa) |

| 13 lutego 2015 | Lechia Gdańsk                 | 1:0   | Wisła Kraków               |                                                                   |
| 20:30          | Grzelczak 54'                 | (0:0) |                            | PGE Arena, Gdańsk Widzów: 14 363 Sędzia: Szymon Marciniak (Płock) |
| 20:30          | Grzelczak 36' · Nazário 90+2' | (0:0) | 15' Garguła · 65' Głowacki | PGE Arena, Gdańsk Widzów: 14 363 Sędzia: Szymon Marciniak (Płock) |

| 21 lutego 2015 | Lechia Gdańsk  | 0:0                            | Zawisza Bydgoszcz |                                                                        |
| 15:30          |                |                                |                   | PGE Arena, Gdańsk Widzów: 15 624 Sędzia: Tomasz Kwiatkowski (Warszawa) |
| 15:30          | Bugaidis 90+3' | 58' S. Kamiński · 90+4' Drygas |                   | PGE Arena, Gdańsk Widzów: 15 624 Sędzia: Tomasz Kwiatkowski (Warszawa) |

| 27 lutego 2015 | Ruch Chorzów        | 1:1   | Lechia Gdańsk                               |                                                                      |
| 18:00          | Starzyński 57' (k.) | (0:1) | 45+2' (k.) Friesenbichler                   | Stadion Miejski, Chorzów Widzów: 5568 Sędzia: Tomasz Musiał (Kraków) |
| 18:00          | Grodzicki 45+2'     | (0:1) | 22' Borysiuk · 47' Wawrzyniak · 57' Łukasik | Stadion Miejski, Chorzów Widzów: 5568 Sędzia: Tomasz Musiał (Kraków) |

| 7 marca 2015 | Lechia Gdańsk                                                                                         | 1:0   | GKS Bełchatów         |                                                           |
| 18:00        | Čolak 80'                                                                                             | (0:0) |                       | PGE Arena, Gdańsk Widzów: 9851 Sędzia: Paweł Gil (Lublin) |
| 18:00        | Borysiuk 28' · Janicki 35' · Wawrzyniak 45+1' · Makuszewski 82', 88' · Nazário 85' · Wiśniewski 90+1' | (0:0) | 41' Mójta · 79' Basta | PGE Arena, Gdańsk Widzów: 9851 Sędzia: Paweł Gil (Lublin) |

| 13 marca 2015 | Pogoń Szczecin                                         | 0:1   | Lechia Gdańsk             |                                                                                                  |
| 20:30         |                                                        | (0:1) | 19' Mila                  | Stadion Miejski im. Floriana Krygiera, Szczecin Widzów: 5284 Sędzia: Krzysztof Jakubik (Siedlce) |
| 20:30         | Hernâni 29' · Rogalski 32', 78' · Koj 46' · Janota 79' | (0:1) | 42' Čolak · 90+1' Nazário | Stadion Miejski im. Floriana Krygiera, Szczecin Widzów: 5284 Sędzia: Krzysztof Jakubik (Siedlce) |

| 21 marca 2015 | Lechia Gdańsk              | 1:0   | Górnik Zabrze                                        |                                                                       |
| 20:30         | Čolak 10'                  | (1:0) |                                                      | PGE Arena, Gdańsk Widzów: 12 493 Sędzia: Daniel Stefański (Bydgoszcz) |
| 20:30         | Janicki 35' · Borysiuk 73' | (1:0) | 32' Kosznik · 59' Augustyn · 63' Grendel · 69' Danch | PGE Arena, Gdańsk Widzów: 12 493 Sędzia: Daniel Stefański (Bydgoszcz) |

| 4 kwietnia 2015 | Cracovia                                                  | 3:2   | Lechia Gdańsk               |                                                                                                |
| 13:00           | Budziński 21' · Rakels 44' (k.) · Polczak 49'             | (2:1) | 40' Grzelczak · 47' Vranješ | Stadion Cracovii im. Józefa Piłsudskiego, Kraków Widzów: 6143 Sędzia: Szymon Marciniak (Płock) |
| 13:00           | Polczak 7' · Rymaniak 16' · D. Dąbrowski 33' · Nykiel 77' | (2:1) | 43' Čolak · 90' Kazlauskas  | Stadion Cracovii im. Józefa Piłsudskiego, Kraków Widzów: 6143 Sędzia: Szymon Marciniak (Płock) |

| 11 kwietnia 2015 | Lechia Gdańsk                | 1:0   | Legia Warszawa                |                                                                     |
| 15:30            | Makuszewski 86'              | (0:0) |                               | PGE Arena, Gdańsk Widzów: 36 500 Sędzia: Bartosz Frankowski (Toruń) |
| 15:30            | Grzelczak 27' · M. Bąk 90+2' | (0:0) | 14', 39' Duda · 58' Guilherme | PGE Arena, Gdańsk Widzów: 36 500 Sędzia: Bartosz Frankowski (Toruń) |

| 18 kwietnia 2015 | Śląsk Wrocław                                 | 3:0   | Lechia Gdańsk                  |                                                                               |
| 15:30            | Machaj 20' (k.) · Celeban 54' · M. Paixão 86' | (1:0) |                                | Stadion Wrocław, Wrocław Widzów: 11 651 Sędzia: Tomasz Kwiatkowski (Warszawa) |
| 15:30            | Pawelec 38' · Hołota 45'                      | (1:0) | 52' Rudinilson · 79' Grzelczak | Stadion Wrocław, Wrocław Widzów: 11 651 Sędzia: Tomasz Kwiatkowski (Warszawa) |

| 26 kwietnia 2015 | Lechia Gdańsk                         | 2:0   | Górnik Łęczna                          |                                                                       |
| 15:30            | Vranješ 39' · Nazário 51'             | (1:0) |                                        | PGE Arena, Gdańsk Widzów: 23 990 Sędzia: Daniel Stefański (Bydgoszcz) |
| 15:30            | Čolak 9' · Mila 28' · Makuszewski 41' | (1:0) | 15' Mráz · 72' Kalinowski · 81' Bielák | PGE Arena, Gdańsk Widzów: 23 990 Sędzia: Daniel Stefański (Bydgoszcz) |

| 29 kwietnia 2015 | Korona Kielce                                 | 3:2   | Lechia Gdańsk                                                   |                                                                       |
| 20:30            | Kapo 7' · Luís Carlos 13' · Porcellis 71'     | (2:2) | 14' Friesenbichler · 18' Makuszewski                            | Kolporter Arena, Kielce Widzów: 5769 Sędzia: Marcin Borski (Warszawa) |
| 20:30            | Kiełb 45' · Černiauskas 73' · Porcellis 90+2' | (2:2) | 27' Wojtkowiak · 31' M. Bąk · 68' Gérson · 90+2' Friesenbichler | Kolporter Arena, Kielce Widzów: 5769 Sędzia: Marcin Borski (Warszawa) |

#### Miejsca kolejka po kolejce
| Kolejka          |   |   |   |   |   |   |   |   |    |    |    |    |    |    |    |    |    |    |    |    |    |    |    |    |    |    |    |    |    |   |
| 1                | 2 | 3 | 4 | 5 | 6 | 7 | 8 | 9 | 10 | 11 | 12 | 13 | 14 | 15 | 16 | 17 | 18 | 19 | 20 | 21 | 22 | 23 | 24 | 25 | 26 | 27 | 28 | 29 | 30 |   |
| Zajmowana lokata | 7 | 6 | 6 | 6 | 9 | 6 | 7 | 8 | 10 | 8  | 8  | 9  | 10 | 10 | 12 | 11 | 11 | 11 | 13 | 12 | 11 | 11 | 11 | 8  | 8  | 8  | 6  | 9  | 7  | 8 |

#### tabela
| Lp. | Drużyna                    | M  | Z  | R  | P  | Bramki | Bramki | Różn. | Pkt | Uwagi              | Bezpośrednio                      | ½    |
| --- | -------------------------- | -- | -- | -- | -- | ------ | ------ | ----- | --- | ------------------ | --------------------------------- | ---- |
| 1   | Legia Warszawa             | 30 | 17 | 5  | 8  | 57     | 30     | +27   | 56  | Wejście do grupy A |                                   | (28) |
| 2   | Lech Poznań (M)            | 30 | 14 | 12 | 4  | 52     | 27     | +25   | 54  | Wejście do grupy A | (27)                              |      |
| 3   | Jagiellonia Białystok      | 30 | 14 | 7  | 9  | 43     | 35     | +8    | 49  | Wejście do grupy A | (25)                              |      |
| 4   | Śląsk Wrocław              | 30 | 12 | 10 | 8  | 43     | 36     | +7    | 46  | Wejście do grupy A | (23)                              |      |
| 5   | Wisła Kraków               | 30 | 11 | 10 | 9  | 47     | 39     | +8    | 43  | Wejście do grupy A | WKR – GZA 1:1 GZA – WKR 0:5       | (22) |
| 6   | Górnik Zabrze              | 30 | 11 | 10 | 9  | 43     | 43     | 0     | 43  | Wejście do grupy A | WKR – GZA 1:1 GZA – WKR 0:5       | (22) |
| 7   | Pogoń Szczecin             | 30 | 11 | 8  | 11 | 40     | 38     | +2    | 41  | Wejście do grupy A | POG – LGD 0:1 LGD – POG 0:1       | (21) |
| 8   | Lechia Gdańsk              | 30 | 11 | 8  | 11 | 36     | 37     | −1    | 41  | Wejście do grupy A | POG – LGD 0:1 LGD – POG 0:1       | (21) |
| 9   | Korona Kielce              | 30 | 10 | 9  | 11 | 34     | 42     | −8    | 39  | Wejście do grupy B | KOR: 10 pkt PIA: 6 pkt POD: 1 pkt | (20) |
| 10  | Piast Gliwice              | 30 | 11 | 6  | 13 | 38     | 43     | −5    | 39  | Wejście do grupy B | KOR: 10 pkt PIA: 6 pkt POD: 1 pkt | (20) |
| 11  | Podbeskidzie Bielsko-Biała | 30 | 10 | 9  | 11 | 40     | 48     | −8    | 39  | Wejście do grupy B | KOR: 10 pkt PIA: 6 pkt POD: 1 pkt | (20) |
| 12  | Cracovia                   | 30 | 10 | 7  | 13 | 35     | 41     | −6    | 37  | Wejście do grupy B |                                   | (19) |
| 13  | Górnik Łęczna              | 30 | 8  | 10 | 12 | 31     | 37     | −6    | 34  | Wejście do grupy B | (17)                              |      |
| 14  | Ruch Chorzów               | 30 | 8  | 9  | 13 | 33     | 38     | −5    | 33  | Wejście do grupy B | (17)                              |      |
| 15  | GKS Bełchatów (S)          | 30 | 8  | 7  | 15 | 24     | 42     | −18   | 31  | Wejście do grupy B | (16)                              |      |
| 16  | Zawisza Bydgoszcz (S)      | 30 | 8  | 5  | 17 | 32     | 52     | −20   | 29  | Wejście do grupy B | (15)                              |      |

### Liga (runda finałowa)

#### mecze
| 9 maja 2015 | Pogoń Szczecin                           | 1:3   | Lechia Gdańsk                             | |
| 18:00       | Zwoliński 16'                            | (1:0) | 62' Čolak · 65' (k.) Vranješ · 73' Gérson | Stadion Miejski im. Floriana Krygiera, Szczecin Widzów: 6458 Sędzia: Mariusz Złotek (Stalowa Wola) |
| 18:00       | Nunes 43' · Matras 64' · Janukiewicz 86' | (1:0) |                                           | Stadion Miejski im. Floriana Krygiera, Szczecin Widzów: 6458 Sędzia: Mariusz Złotek (Stalowa Wola) |

| 15 maja 2015 | Lechia Gdańsk                        | 2:2   | Wisła Kraków                 |                                                                       |
| 20:30        | Makuszewski 37' · Friesenbichler 73' | (1:0) | 60' Boguski · 69' Barrientos | PGE Arena, Gdańsk Widzów: 18 032 Sędzia: Daniel Stefański (Bydgoszcz) |
| 20:30        | Wojtkowiak 44'                       | (1:0) | 51' Dudka · 75' Jović        | PGE Arena, Gdańsk Widzów: 18 032 Sędzia: Daniel Stefański (Bydgoszcz) |

| 20 maja 2015 | Górnik Zabrze     | 0:1   | Lechia Gdańsk                      |                                                                                   |
| 18:00        |                   | (0:0) | 78' Mila                           | Stadion im. Ernesta Pohla, Zabrze Widzów: 3000 Sędzia: Bartosz Frankowski (Toruń) |
| 18:00        | Gergel 64', 90+1' | (0:0) | 80' Friesenbichler · 90+3' Leković | Stadion im. Ernesta Pohla, Zabrze Widzów: 3000 Sędzia: Bartosz Frankowski (Toruń) |

| 24 maja 2015 | Lechia Gdańsk                                   | 1:2   | Lech Poznań                                  |                                                                   |
| 18:00        | Vranješ 90+1' (k.)                              | (0:1) | 30' Hämäläinen · 74' S. Pawłowski            | PGE Arena, Gdańsk Widzów: 23 921 Sędzia: Szymon Marciniak (Płock) |
| 18:00        | Friesenbichler 58' · Vranješ 90+2' · Mila 90+5' | (0:1) | 36' Sadajew · 90+1' Formella · 90+2' Douglas | PGE Arena, Gdańsk Widzów: 23 921 Sędzia: Szymon Marciniak (Płock) |

| 30 maja 2015 | Śląsk Wrocław | 1:0   | Lechia Gdańsk |                                                                             |
| 20:30        | F. Paixão 77' | (0:0) |               | Stadion Wrocław, Wrocław Widzów: 6986 Sędzia: Tomasz Kwiatkowski (Warszawa) |

| 3 czerwca 2015 | Lechia Gdańsk             | 0:0   | Legia Warszawa             |                                                                 |
| 20:30          |                           | (0:0) |                            | PGE Arena, Gdańsk Widzów: 24 678 Sędzia: Tomasz Musiał (Kraków) |
| 20:30          | Łukasik 72' · Čolak 90+5' | (0:0) | 70' Furman · 73' Jodłowiec | PGE Arena, Gdańsk Widzów: 24 678 Sędzia: Tomasz Musiał (Kraków) |

| 7 czerwca 2015 | Jagiellonia Białystok                                                  | 4:2   | Lechia Gdańsk           |                                                                                |
| 18:00          | Tuszyński 79' (k.) · Modelski 89' · Romanczuk 90+3' · Gajos 90+4' (k.) | (0:1) | 42' Leković · 56' Čolak | Stadion Miejski, Białystok Widzów: 17 748 Sędzia: Daniel Stefański (Bydgoszcz) |
| 18:00          | P. Frankowski 33'                                                      | (0:1) | 36' Janicki · 53' Mila  | Stadion Miejski, Białystok Widzów: 17 748 Sędzia: Daniel Stefański (Bydgoszcz) |

#### miejsce kolejka po kolejce
| Kolejka          |    |    |    |    |    |    |   |
| 31               | 32 | 33 | 34 | 35 | 36 | 37 |   |
| Zajmowana lokata | 6  | 7  | 4  | 4  | 5  | 5  | 5 |

#### tabela
| Lp.     | Drużyna                    | M  | Z  | R  | P  | Bramki | Bramki | Różn. | Pkt | Uwagi                                        | Pkt RZ |
| ------- | -------------------------- | -- | -- | -- | -- | ------ | ------ | ----- | --- | -------------------------------------------- | ------ |
| Grupa A |                            |    |    |    |    |        |        |       |     |                                              |        |
| 1       | Lech Poznań (M)            | 37 | 19 | 13 | 5  | 67     | 33     | +34   | 43  | Liga Mistrzów UEFA • II runda kwalifikacyjna |        |
| 2       | Legia Warszawa             | 37 | 21 | 7  | 9  | 64     | 33     | +31   | 42  | Liga Europy UEFA • II runda kwalifikacyjna1  |        |
| 3       | Jagiellonia Białystok      | 37 | 19 | 8  | 10 | 59     | 44     | +15   | 41  | Liga Europy UEFA • I runda kwalifikacyjna1   |        |
| 4       | Śląsk Wrocław              | 37 | 15 | 13 | 9  | 50     | 43     | +7    | 35  | Liga Europy UEFA • I runda kwalifikacyjna1   |        |
| 5       | Lechia Gdańsk              | 37 | 13 | 10 | 14 | 45     | 47     | −2    | 29  |                                              |        |
| 6       | Wisła Kraków               | 37 | 12 | 13 | 12 | 56     | 48     | +8    | 28  |                                              |        |
| 7       | Górnik Zabrze              | 37 | 12 | 11 | 14 | 50     | 60     | −10   | 26  |                                              |        |
| 8       | Pogoń Szczecin             | 37 | 11 | 9  | 17 | 45     | 52     | −7    | 22  |                                              |        |
| Grupa B |                            |    |    |    |    |        |        |       |     |                                              |        |
| 9       | Cracovia                   | 37 | 15 | 9  | 13 | 50     | 44     | +6    | 36  |                                              |        |
| 10      | Ruch Chorzów               | 37 | 12 | 10 | 15 | 44     | 46     | −2    | 30  |                                              |        |
| 11      | Korona Kielce              | 37 | 12 | 11 | 14 | 44     | 55     | −11   | 28  | KOR: 39 pkt PIA: 39 pkt                      |        |
| 12      | Piast Gliwice              | 37 | 13 | 8  | 16 | 50     | 56     | −6    | 28  | KOR: 39 pkt PIA: 39 pkt                      |        |
| 13      | Podbeskidzie Bielsko-Biała | 37 | 12 | 10 | 15 | 47     | 60     | −13   | 27  | POD: 39 pkt GŁĘ: 34 pkt                      |        |
| 14      | Górnik Łęczna              | 37 | 11 | 11 | 15 | 39     | 46     | −7    | 27  | POD: 39 pkt GŁĘ: 34 pkt                      |        |
| 15      | Zawisza Bydgoszcz (S)      | 37 | 10 | 8  | 19 | 45     | 63     | −18   | 24  | Spadek do I ligi                             |        |
| 16      | GKS Bełchatów (S)          | 37 | 9  | 9  | 19 | 35     | 60     | −25   | 21  | Spadek do I ligi                             |        |

### Puchar Polski

#### 1/16 Finału
| 24 września 2014 | Stal Stalowa Wola                   | 2:1   | Lechia Gdańsk       |                                                                        |
| 16:00 CEST       | Dawid Kałat 38' · Tomasz Płonka 52' | (1:0) | 77' Piotr Grzelczak | Stadion MOSiR, Stalowa Wola Widzów: 2000 Sędzia: Tomasz Wajda (Żywiec) |

## Bilans meczów
| Rozgrywki     | Mecze | Wygrane | Remisy | Przegrane | Bramki strzelone | Bramki stracone |
| ------------- | ----- | ------- | ------ | --------- | ---------------- | --------------- |
| Ekstraklasa   | 37    | 13      | 10     | 14        | 45               | 47              |
| Puchar Polski | 1     | 0       | 0      | 1         | 1                | 2               |
| Suma          | 38    | 13      | 10     | 15        | 46               | 49              |